# Clypeodytes meridionalis
Clypeodytes meridionalis är en skalbaggsart som beskrevs av Régimbart 1895. Clypeodytes meridionalis ingår i släktet Clypeodytes och familjen dykare. Inga underarter finns listade i Catalogue of Life.